# Luigi Barral
Luigi Barral (Perosa Argentina, 23 maart 1907 – Lyon, 7 november 1962) was een Italiaans wielrenner.

## Levensloop en carrière
Barral begon zijn professionele wielrennerscarrière in 1929. In 1931 won hij de Ronde van Campania. Barral won driemaal de Course de côte du mont Faron. Hij haalde zowel in de Ronde van Italië als in de Ronde van Frankrijk de top tien, beide in 1932.

## Resultaten in voornaamste wedstrijden
| Jaar | Ronde van Italië | Ronde van Frankrijk | Ronde van Spanje |
| ---- | ---------------- | ------------------- | ---------------- |
| 1931 | 34e              |                     |                  |
| 1932 | 8e               | 9e                  |                  |
| 1933 |                  |                     |                  |
| 1934 | 10e              |                     |                  |
| 1935 |                  |                     | opgave           |
| 1936 |                  |                     | opgave           |
| 1937 | 15e              |                     |                  |